# Marlyse Bernadett Ngo Ndoumbouk
Marlyse Bernadett Ngo Ndoumbouk (* 3. Januar 1985 in Yaoundé) ist eine kamerunische Fußballspielerin, die inzwischen auch die französische Staatsbürgerschaft besitzt.

## Verein
Ngo Ndoumbouk begann mit dem Fußballspiel im Alter von zehn Jahren mit ihren älteren Brüdern auf der Straße. 2000 wurde sie vom kamerunischen Verein Louves MINCOF Yaoundé entdeckt und sie wurde auf Anhieb im Alter von nur 15 Jahren das erste Mal Landesmeister. Nach sechs Jahren wechselte sie im Januar 2007 von Louves MINCOF Yaoundé, wo sie in ihrer letzten Saison Meister wurde, zum Lokalrivalen Lorema FC. Nachdem sie dort erfolgreich gespielt hatte, ging sie im Winter 2008 eine kurze Zeit in die USA für den FC Indiana auf Torejagd, kehrte jedoch im Mai 2008 zurück, wo sie bei Canon Yaoundé anheuerte. Hier wurde sie Meister und Pokalsieger. Am 21. Juli 2009 unterschrieb sie einen Zweijahresvertrag beim deutschen Bundesligisten FF USV Jena. Die offensive Mittelfeldspielerin war damit nach Crystelle-Ida Ngnipoho-Pokam die zweite kamerunische Fußballspielerin in Deutschland. Am 7. Oktober 2011 löste Ngo Ndoumbouk ihren Vertrag beim FF USV Jena auf und wechselte zum Regionalligisten SC Sand. Nachdem sie bei Sand in sieben Spielen vier Tore erzielt hatte, bekam sie Ende Dezember eine Einladung für ein Probetraining in Frankreich mit dem FC Tours. Sie unterschrieb nach erfolgreichem Abschluss des Probetrainings und bestandenen medizinischen Tests einen Vertrag bei dem Zweitdivisionär FC Tours. Nach dem Abstieg von Tours in die Division 3 kehrte sie im August 2012 nach Kamerun zu Franck Rollyceck de Douala zurück. Nach einer Spielzeit in Kamerun unterschrieb sie im Sommer 2013 beim französischen Zweitligisten VGA Saint-Maur. Dort wurde sie mit 17 Toren in 22 Spielen beste Torschützin des Teams. Noch erfolgreicher verlief die Spielzeit 2014/15, in der sie 43 der 98 Punktspieltreffer ihrer Elf erzielt und so maßgeblich dazu beigetragen hatte, dass Saint-Maur verlustpunktfrei geblieben war und vorzeitig als Aufsteiger in die Division 1 Féminine feststand. Obwohl sie sich auch auf diesem Niveau hatte behaupten und bei zwölf Einsätzen zehn Tore erzielen können – dies waren ihre einzigen Einsätze im „Oberhaus des französischen Frauenfußballs“ –, verließ sie Saint-Maur in der Winterpause 2015/16.
Auch für den Zweitligisten AS Nancy debütierte sie gleich im ersten Punktspiel Mitte Januar mit einem Treffer. Am Saisonende reichten ihre in elf Begegnungen geschossenen 16 Tore – darunter ein „Achterpack“ gegen das abgeschlagene Schlusslicht Mars Bischheim – allerdings nicht aus, Nancys Abstieg in die drittklassige Division d’Honneur zu verhindern. Dem Verein gelang es, die Torjägerin auch dort weiter an sich zu binden, und im Sommer 2017 absolvierte sie mit den Lothringerinnen die Aufstiegsrunde erfolgreich, in der sie in den vier Partien sieben Treffer erzielte. In der Zweitdivisionssaison 2017/18 hatte sie bei 19 Einsätzen 28 Torerfolge zu Buche stehen, womit mit sie nach 2014/15 erneut mit deutlichem Vorsprung Ligatorjägerin Nummer eins wurde. Ein Jahr darauf wechselte sie zum Erstligaabsteiger OSC Lille, blieb dort eine Spielzeit und schloss sich dann dem Ligarivalen FC Metz an. Weder in Lille noch in Metz gehörte sie zur Stammformation, hatte entsprechend nur eine geringe Zahl von Einsätzen vorzuweisen; in der Saison 2020/21 kam hinzu, dass der Verband den Zweitligabetrieb aufgrund der Corona-Pandemie nach lediglich sechs Spieltagen abbrach.
Ab dem Sommer 2021 stand sie beim luxemburgischen Erstligisten RFC Union Luxemburg unter Vertrag. Dort gewann sie in ihrer ersten Spielzeit auf Anhieb das Double aus Meisterschaft und Pokal. Dann verließ die Stürmerin den Verein wieder mit unbekanntem Ziel.

## Erfolge
Verein
- Kamerunischer Meister: 2000, 2006, 2008
- Kamerunischer Pokalsieger: 2008
- Luxemburgische Meisterin: 2022
- Luxemburgische Pokalsiegerin: 2022

Nationalmannschaft
- Afrika-Cup: 2. Platz (2002), 3. Platz (2004 und 2018)

Persönlich
- Dritte bei der Wahl zu Afrikas Fußballerin des Jahres 2008[18]
- All-Star-Team der Afrika-Cups: 2008

Sonstiges
- Militärweltmeisterin (mit Frankreich): 2016

## Nationalmannschaft
Ngo Ndoumbouk war Spielführerin Kameruns und absolvierte 45 Länderspiele. Unter anderem nahm sie am African Women Championship 2006 teil. In Kameruns Aufgebot für die Weltmeisterschaft 2015 wurde sie aber ungeachtet ihrer grandiosen Saison mit Saint-Maur nicht berufen. Doch vier Jahre später bei der Endrunde in Frankreich kam sie dann in der Gruppenphase gegen Kanada (0:1) zu ihrem WM-Debüt. 2016 wurde sie außerdem mit der französischen Militärauswahl Weltmeisterin; zu diesem Erfolg trug sie mit insgesamt drei Treffern maßgeblich bei.

## Sonstiges
Ngo Ndoumbouk spielt im offensiven Mittelfeld, international meistens aber als Stürmerin, trotz ihrer 1,80 Meter gilt sie als technisch sehr versiert. In ihrer Heimat hat sie den Spitznamen Totti und wird mit der Spielweise von Francesco Totti verglichen. Ndoumbouk ist seit ihrem 24. Lebensjahr (2009) mit dem armenischen Nationalspieler Apoula Edel liiert.